# Samantabhadra

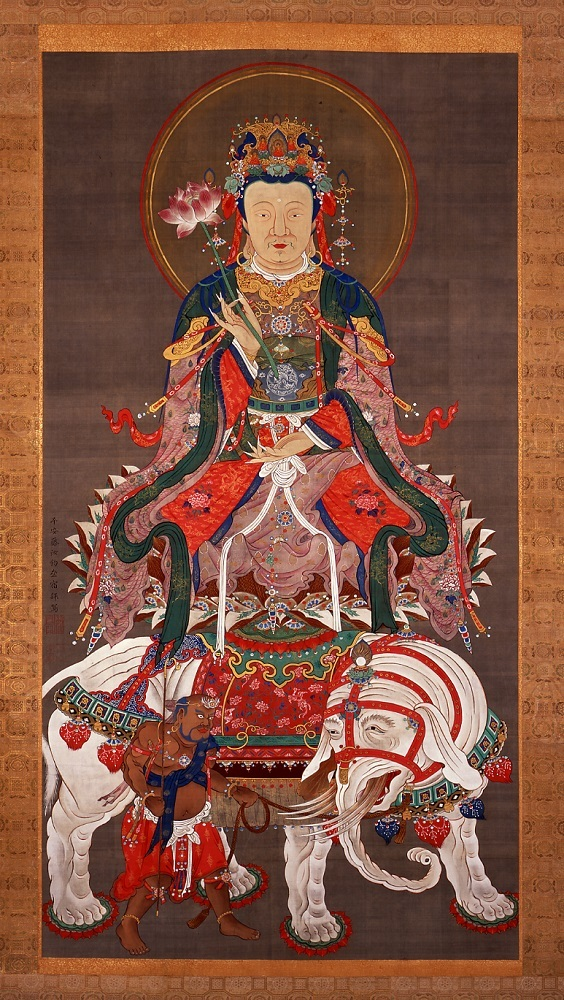
Fugen, jap. Darstellung aus dem Shōkoku-ji in Kyōto (Edo-Periode)

Samantabhadra (Sanskrit समन्तभद्र; chinesisch 普賢, Pinyin Pǔxián; koreanisch Pohyŏn bzw. Bohyeon; japanisch 普賢 Fugen; tibetisch ཀུན་ཏུ་བཟང་པོ་ kun tu bzang po, mongolisch Qamugha Sain, vietnamesisch Phổ Hiền) ist einer der acht großen Bodhisattvas des Mahayana-Buddhismus.

## Bedeutung
Samantabhadra gilt als der „Allumfassend Gute“ und „Ringsum Segensreiche“, der jene beschützt, die den Dharma (die buddhistische Lehre) erklären und weitergeben. Er verkörpert die „Weisheit der Wesensgleichheit“ und die Güte. Besondere Verehrung wird ihm in den japanischen Schulen Tendai-shū und Shingon zuteil, den Anhängern des Nichiren-Buddhismus gilt er als der Behüter des Lotus-Sutra. In Japan wird Samantabhadra als Fugen Enmei Bosatsu auch oft als „Verlängerer des Lebens“ betrachtet.
In den tantrischen Traditionen des Buddhismus, wie der Nyingma- und der Kagyü-Schule, gilt Samantabhadra nicht nur als Bodhisattva, sondern zusätzlich auch als Adibuddha. Im Tibetischen Totenbuch wird er als jener Buddha beschrieben, der Verstorbenen während ihrer Wanderung durch das Zwischenreich erscheint, um sie aus ihren noch vorhandenen karmischen Bindungen zu befreien und an ihre ursprüngliche Herkunft und Bestimmung zu erinnern.
Gemäß der Überlieferung wurde er dafür bekannt, dass er Opfergaben an Buddha durch seine besonderen Wunderkräfte vervielfältigen konnte. Opfergaben an Buddha „wie Samantabhadra“ darzubringen, bezeichnet eine spezielle buddhistische Praxis, bei der reale Opfergaben, in der Vorstellung des Praktizierenden, bis in das Unendliche vervielfältigt dargebracht werden. Diese Praxis soll besonders dazu geeignet sein, Verdienste, also gutes Karma, anzusammeln.

## Ikonographie

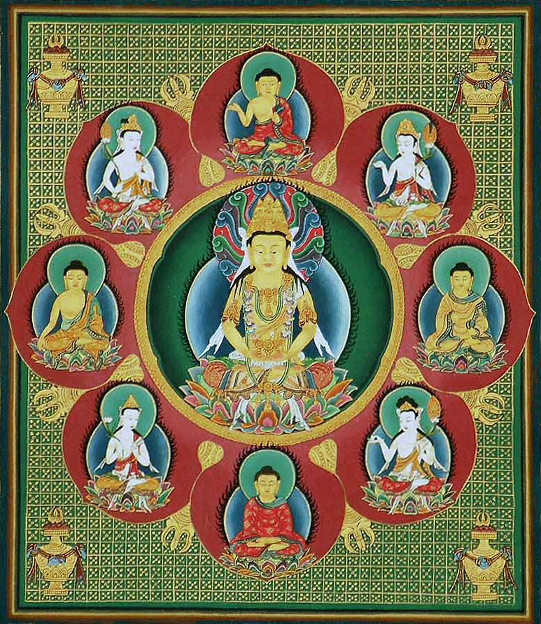
Ausschnitt eines Garbhadhatu-Mandalas; Samantabhadra befindet sich südöstlich (rechts oben)

Samantabhadra wird selten allein dargestellt. Er bildet, vor allem auf Darstellungen aus China, zusammen mit Manjushri zu den Seiten des Buddha Shakyamuni, die sogenannten Shakyamuni-Dreiheit. Im Garbhadhatu-Mandala befindet er sich südöstlich (rechts oben) und repräsentiert den „Grund der Askese“. Im Vajradhatu-Mandala ist er bewaffnet mit einem Schwert, dessen Stiel ein dreizackiger Vajra bildet. Japanische Darstellungen zeigen Samantabhadra (Fugen Bosatsu), häufig auch als jungen Mann (Chigo Fugen Bosatsu).

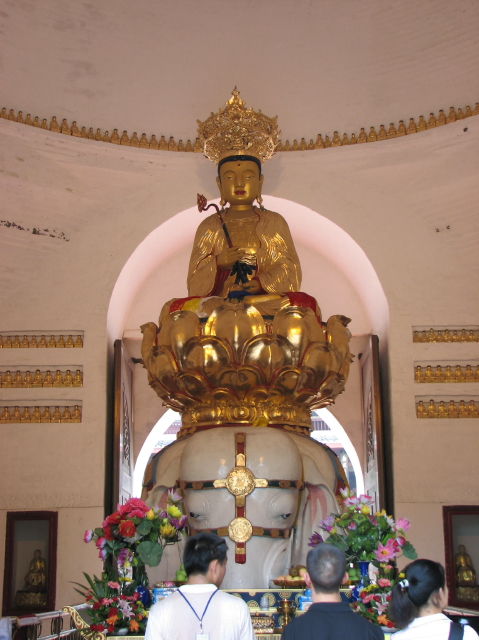
Samantabhadra auf seinem weißen Elefanten sitzend Emeishan, Sichuan, VR China

Es gibt unterschiedliche Darstellungen Samantabhadras, die ihn verschiedene Mudras ausführend und mit verschiedenen Attributen zeigen. Seine Hauptattribute sind das Wunschjuwel (Cintamani), der Lotus und sein Sutra in Form einer Buchrolle. Meist sitzt er auf einem Lotus, der von einem weißen Elefanten mit sechs Stoßzähnen getragen wird. Andere Bildnisse stellen ihn mit zwanzig Armen, entweder auf einem kubischen Sockel oder vier weißen Elefanten sitzend dar.
- Seine Bedeutung als „Geist der Erleuchtung“ unterstreichend wird er häufig mit den Händen die Anjali-Mudra ausführend oder eine Schriftrolle haltend dargestellt.
- Weitere Darstellungen zeigen ihn mit erhobener rechter Hand, in der er einen Lotus, ein Sutra oder einen Vajra hält und die Abhayamudra ausführt, während er in der Linken das Wunschjuwel hält.
- Im Vajradhatu-Mandala liegt seine Rechte, mit der Handfläche nach oben, mit drei ausgestreckten Fingern an seiner Brust, in der Linken hält er einen flammenden Lotus.
- Eine, dem Vajrasattva ähnelnde Form zeigt ihn mit der Rechten ein dreizackiges Vajra vor der Brust und mit der Linken auf hüfthöhe eine Glocke haltend.
- Auf selteneren Bildnissen ist er auch stehend, mit je einem Lotus unter jedem Fuß zu sehen, wobei er mit der rechten Hand die Abhayamudra ausführt und die Finger der linken, mit der Handfläche nach unten, leicht gebeugt hat.
- Ebenfalls stehend ist er manchmal auch Teil einer Gruppe von acht Bodhisattvas. In diesem Fall ist er mit gelber Haut, mit einem Lotus in der Rechten und einem Vajra in der Linken, abgebildet.

Im tantrischen Buddhismus ist Samantabhadra als Adibuddha (Ur-Buddha), in yab-Yum-Darstellungen, also in sexueller Vereinigung (tib.: yab-yum bedeutet „Vater-Mutter“) mit seiner strahlend weißen Weisheitsgefährtin Samantabhadri (tib.: Kunto Zangmo), von tiefblauer Farbe. Er symbolisiert hier die „Leerheit“ (Shunyata), und die Verbindung von Samantabhadra und Samantabhadri, die auch als „alle Buddhas der drei Zeiten erschaffende Mutter“ angesehen wird, entspringen erst die Erscheinungen der Welt. Seine Hände ruhen in Meditationshaltung in seinem Schoß.